# Nabila Rmili
Nabila Rmili   (Casablanca, 5 de juny de 1974) és una metgessa i política marroquina, militant del Reagrupament Nacional dels Independents (RNI). El setembre de 2021 va ser elegida alcaldessa de Casablanca.
Va estudiar a la Universitat de Casablanca, on es va graduar per la Facultat de Medicina. Després, va treballar com a metgessa a Ouezzane entre 2002 i 2005. Va dirigir el Departament de salut per a la joventut a Anfa entre 2006 i 2010. Com a metgessa, va ser la delegada de salut del Ministeri de salut a Ben M'sik entre 2010 i 2014 i va assumir el mateix càrrec per a Anfa entre 2014 i 2017. Des del 2017 va ser la directora general de salut de la regió de Casablanca-Settat.
Va ser membre de la mesa política de l'RNI i vicepresidenta del Consell Municipal de Casablanca.  Després de l'èxit del seu partit a les eleccions generals marroquines de 2021, va ser elegida alcaldessa de Casablanca pel consell municipal.
El 7 d'octubre de 2021, va ser nomenada ministra de Salut del govern encapçalat per Aziz Akhannouch. El 14 d'octubre es va anunciar que el rei Mohammed VI tornaria a nomenar el seu predecessor Khalid Aït Taleb com a ministre de Salut després que Rmili renunciés al seu càrrec per "centrar-se plenament en les seves funcions" com a alcaldessa.